# Ecotronic
Ecotronic (engelsk for Electronically controlled carburetor system) er et styresystem til benzinmotorer med karburator. De første af disse systemer blev udviklet af Bosch og Denso.
Basiskarburatoren er i dette system begrænset til gasspjæld, svømmersystem, tomgangs- og overgangssystem.
Systemet er udstyret med et gasspjældspotentiometer, som sender gasspjældets nøjagtige stilling videre til styreenheden. Grundfunktionerne er elektronisk styrede funktioner, som bearbejdes i den elektroniske styreenhed, som f.eks. signaler fra tændingssystemet, gearskifteangivelser, brændstofforbrug og diagnosefunktioner. Som oftest er systemet også udstyret med en temperatursensor.
Ecotronic-systemet benyttes stort set udelukkende i motorcykelbranchen, mens der i personbiler som oftest benyttes benzinindsprøjtning i stedet for. Et eksempel på en personbil med Ecotronic-karburator er den mellem 1986 og 1992 byggede version af Volkswagen Golf II med 1,6-liters benzinmotor med 51 kW/70 hk (motorkendebogstaver: PN) med Pierburg 2E-E-karburator.